# Herbert Ploberger
 (juin 2025).
Herbert Ploberger (né le 6 avril 1902 à Wels, mort le 22 janvier 1977 à Munich) est un costumier, chef décorateur et peintre autrichien.

## Biographie
Ploberger reçoit sa formation théorique après la fin de la Première Guerre mondiale à l'université des arts appliqués de Vienne et à Paris. En 1927, il a complété ses connaissances à Berlin auprès du scénographe du Deutsches Theater de Berlin, Ernst Stern.
Il devient peintre de scène puis scénographe du Reinhardt-Bühnen, sur le conseil de Stern. Ploberger est aussi peintre dans le mouvement de la Nouvelle Objectivité, faisant des portraits et des natures mortes.
Luis Trenker l'engage comme costumier en 1934. Pendant la Seconde Guerre mondiale, il participe à des films historiques semblant nationalistes. Après, il conçoit les décors de deux films autrichiens puis redevient costumier en 1950 dans des productions ouest-allemandes. Il travaille aussi de nouveau pour le théâtre.
Ploberger est l'époux d'Isabella Schlichting.

## Filmographie
En tant que costumier
- 1934 : Liebe, Tod und Teufel
- 1936 : Savoy-Hotel
- 1936 : L'Étudiant pauvre
- 1937 : Condottieri
- 1938 : Liebesbriefe aus dem Engadin
- 1938 : Sergent Berry
- 1939 : Der letzte Appell de Max W. Kimmich
- 1939 : Pages immortelles
- 1939 : Nuits de Vienne
- 1939 : Der Feuerteufel
- 1940 : Marie Stuart
- 1940 : Cora Terry
- 1941 : Le Président Krüger
- 1941 : La Danse avec l'empereur
- 1942 : Die Entlassung
- 1943 : Paracelse
- 1945 : Kolberg
- 1949 : Eroïca
- 1950 : Export in Blond
- 1950 : Die wunderschöne Galathee
- 1950 : Die Lüge
- 1950 : Melodie des Schicksals
- 1952 : Le Cœur du monde
- 1952 : Christine la fille du forestier
- 1952 : Mandragore
- 1953 : Martin Luther
- 1953 : La Dernière valse
- 1954 : Meines Vaters Pferde I. Teil Lena und Nicoline
- 1954 : Meines Vaters Pferde II. Teil Seine dritte Frau
- 1954 : Une histoire d'amour
- 1954 : Le Baron tzigane
- 1954 : Le Beau Danube bleu
- 1955 : Valse royale
- 1956 : Pour l'amour d'une reine
- 1957 : La Reine Louise (Königin Luise) de Wolfgang Liebeneiner
- 1957 : Les Fredaines du capitaine (de)
- 1958 : Les soldats ne sont pas de bois (Helden)
- 1959 : Les Buddenbrook
- 1961 : Toller Hecht auf krummer Tour
- 1965 : La Case de l'oncle Tom
- 1965 : Nachtfahrt
- 1967 : Die Mission
- 1967 : Der Röhm-Putsch

En tant que directeur artistique
- 1937 : Le Défi
- 1949 : Liebe Freundin
- 1958 : Hula-Hopp, Conny

## Source de la traduction
- (de) Cet article est partiellement ou en totalité issu de l’article de Wikipédia en allemand intitulé « Herbert Ploberger » (voir la liste des auteurs).